# Вайпрес
Вайпрес (англ. Waiparous) — літнє село в Канаді, у провінції Альберта, у складі муніципального району Біггорн.

## Населення
За даними перепису 2016 року, літнє село нараховувало 49 осіб постійного населення, показавши зростання на 16,7%, порівняно з 2011-м роком. Середня густина населення становила 118,6 осіб/км².
З офіційних мов обидвома одночасно володіли 5 жителів, тільки англійською — 45.
Працездатне населення становило 25 осіб (62,5% усього населення), рівень безробіття — 40%.

## Клімат
Середня річна температура становить 2,5°C, середня максимальна – 20°C, а середня мінімальна – -16,3°C. Середня річна кількість опадів – 538 мм.
| Клімат поселення                              | Клімат поселення | Клімат поселення | Клімат поселення | Клімат поселення | Клімат поселення | Клімат поселення | Клімат поселення | Клімат поселення | Клімат поселення | Клімат поселення | Клімат поселення | Клімат поселення | Клімат поселення |
| Показник                                      | Січ.             | Лют.             | Бер.             | Квіт.            | Трав.            | Черв.            | Лип.             | Серп.            | Вер.             | Жовт.            | Лист.            | Груд.            |                  |
| Середній максимум, °C                         | −2,75            | 0,35             | 3,71             | 9,01             | 13,96            | 17,92            | 20,02            | 19,95            | 15,22            | 10,59            | 2,76             | −1,66            |                  |
| Середня температура, °C                       | −9,54            | −6,43            | −3,08            | 2,24             | 7,18             | 11,14            | 13,58            | 13,51            | 8,78             | 4,14             | −3,68            | −8,09            |                  |
| Середній мінімум, °C                          | −16,3            | −13,24           | −9,85            | −4,54            | 0,39             | 4,35             | 7,14             | 7,07             | 2,34             | −2,31            | −10,12           | −14,55           |                  |
| Норма опадів, мм                              | 15               | 17               | 30               | 41               | 73               | 94               | 79               | 76               | 53               | 24               | 21               | 15               |                  |
| Середньомісячна швидкість вітру, м/с          | 3.41             | 3.19             | 3.44             | 3.44             | 3.34             | 3.22             | 2.92             | 2.76             | 2.98             | 3.34             | 3.42             | 3.35             |                  |
| Середньомісячна сонячна радіація, кДж/м²·день | 4194             | 7811             | 12776            | 16911            | 20220            | 21501            | 22665            | 19289            | 13493            | 8182             | 4340             | 3180             |                  |
| --------------------------------------------- | ---------------- | ---------------- | ---------------- | ---------------- | ---------------- | ---------------- | ---------------- | ---------------- | ---------------- | ---------------- | ---------------- | ---------------- | ---------------- |
| Джерело:                                      |                  |                  |                  |                  |                  |                  |                  |                  |                  |                  |                  |                  |                  |